# Grabo (Lutherstadt Wittenberg)
Grabo ist ein Ortsteil der Ortschaft Straach in der Lutherstadt Wittenberg.

## Geographie
Grabo liegt ca. 4 km östlich der Ortschaften Nudersdorf und Straach im Höhenzug Fläming im Naturpark Fläming.

## Geschichte
Die erste urkundliche Erwähnung von Grabo datiert auf den 11. November 1378.

### Einwohnerentwicklung
| Jahr | Einwohnerzahl |
| ---- | ------------- |
| 1910 | 175           |
| 1926 | 165           |
| 1933 | 159           |
| 1971 | 177           |
| 1990 | 145           |

| Jahr | Einwohnerzahl |
| ---- | ------------- |
| 1995 | 149           |
| 2000 | 133           |
| 2005 | 129           |
| 2007 | 117           |
| 2009 | 114           |

| Jahr | Einwohnerzahl |
| ---- | ------------- |
| 2010 | 108           |
| 2011 | 101           |
| 2012 | 98            |
| 2013 | 99            |
| 2014 | 96            |

| Jahr | Einwohnerzahl |
| ---- | ------------- |
| 2015 | 94            |
| 2016 | 90            |
| 2017 | 93            |
| 2018 | 89            |
| 2019 | 89            |

## Sehenswürdigkeiten

### Dorfkirche
Die Graboer Kirche wurde im Jahr 1910 beginnend fast vollständig neu errichtet und am 8. April 1912 eingeweiht. Seither erfolgten in den 1980er Jahren eine Turmsanierung sowie in den 2010er Jahren die Erneuerung des Daches.

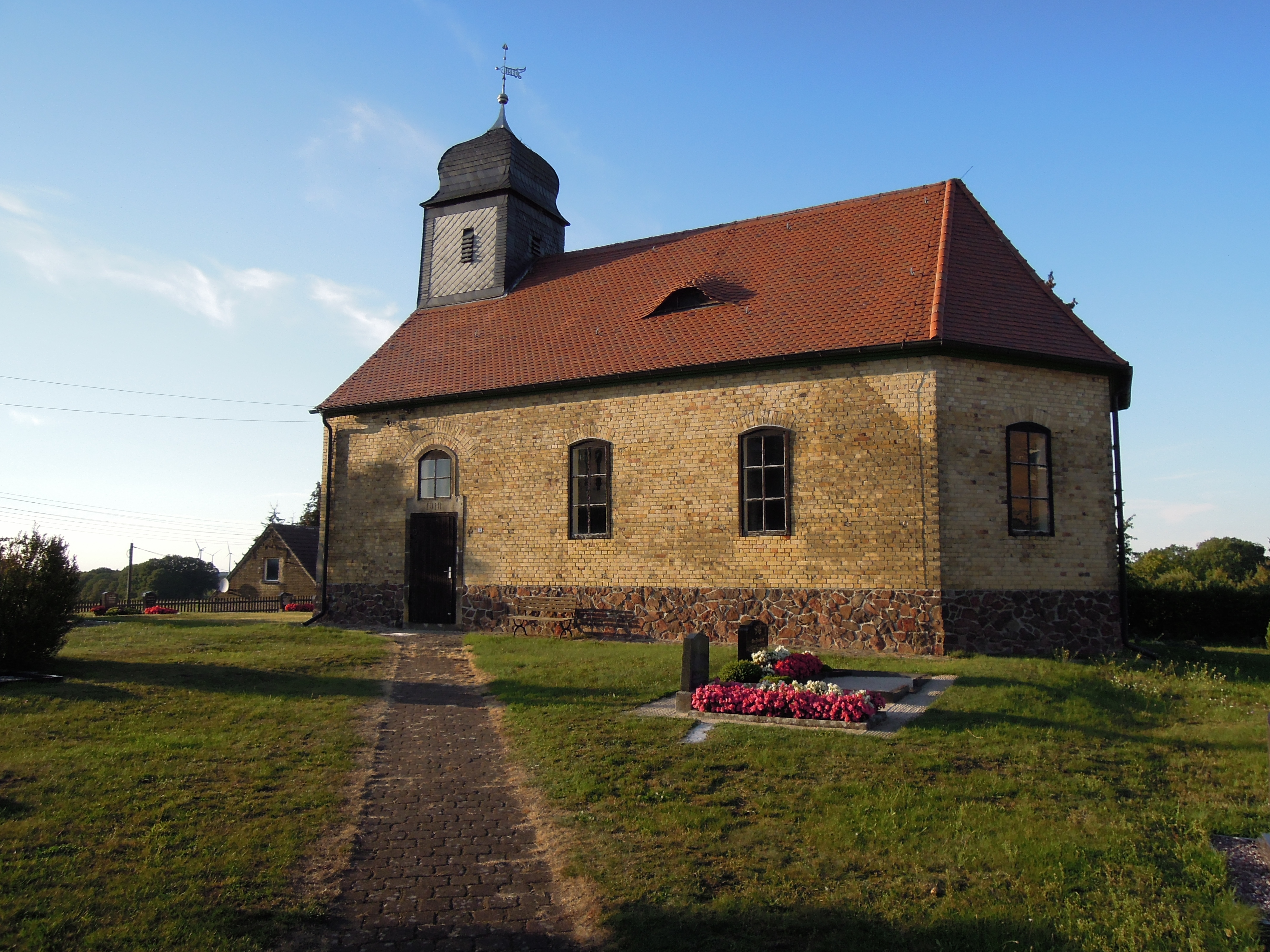
Graboer Dorfkirche

### Historischer Dorfbrunnen
Der in der Ortsmitte gelegene Schacht, des in Vergessenheit geratenen Brunnens, wurde um 2019 bei Erdarbeiten entdeckt und zunächst gegen den Einsturz gesichert. Im Jahr 2021 wurde er durch Mitglieder des Graboer Heimatvereins wiederhergestellt.

## Wirtschaft und Infrastruktur
Der durch den Ort führende Radfernweg ist neben nationalen Routen auch Teil der internationalen Routen des Europaradweg R1, als auch des EuroVelo 7.